# アタウアルパ・ユパンキ

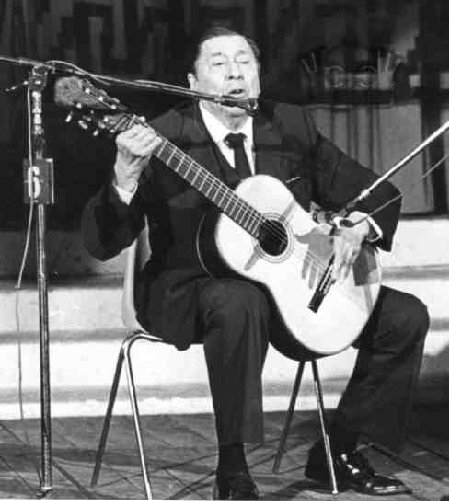
アタウアルパ・ユパンキ

アタウアルパ・ユパンキ（Atahualpa Yupanqui, 1908年1月31日 - 1992年5月23日）は、アルゼンチンの作詞作曲家。アルゼンチンのフォルクローレのギタリスト。アルゼンチンのフォルクローレの歌手。アルゼンチンの作家。

## 人物
本名エクトル・ロベルト・チャベーロ（Héctor Roberto Chavero）。アタウアルパ・ユパンキの名はインカ帝国歴代の皇帝2人の名をつなぎ合わせたものである。ブエノスアイレス州ペルガミーノで鉄道員の家庭に生まれ、のち父親の転勤によって北西部のトゥクマンに移る。父はケチュア系先住民の血を受け継ぎ、母親はバスク系移民。
1929年、処女作「インディオの小径」（Caminito del indio）でデビューし、1930–40年代に多くの作品を発表するが、その活動が反政府的と目されて1950年代初頭にはヨーロッパへの亡命を余儀なくされたこともある。その後アルゼンチンに帰国したが、後年には再び生活の拠点を海外（フランス）に移し、死の直前まで世界各国で演奏活動を行っていた。左利きであったが、特に左利き用のギターは使わず、ジミー・ヘンドリックスのように右利き用のギターに逆さまに弦を張り、演奏していたといわれる（しかし、ギターのサドルを確認できる写真を見る限りでは、サドルの傾きはすべて左利き用に調整されたものである）。
1964年、66年、67年、76年の4回来日公演を行っている。

## 愛器ヌーニェス
ユパンキはその生涯で数多くのギターを使用したが、最も愛用したのはアルゼンチン・ヌーニェス社の2本のギターであった。LPジャケットや当時の画像から確認できる。
その2本のヌーニェスの1本は日本人ギタリストソンコ・マージュへ1967年、その芸名と共にユパンキ本人から贈られた。もう1本のヌーニェスは1967年頃から1992年逝去まで弾き続けられた。
ブエノスアイレスに工場を持つヌーニェス社のクラシックギターは、その背面版がアルミニュームで作られた特殊な構造のギターで、フォルクローレ、クラシックを問わず数多くのギタリストに愛用された。

## 主な作品
歌
- インディオの小径 － Caminito del indio
- トゥクマンの月 － Luna tucumana
- 石のチャカレーラ － Chacarera de las piedras
- ギターよ、教えてくれ － Guitarra dímelo, tú
- 牛車にゆられて － Los ejes de mi carreta
- ウァフラ － Huajura
- 石と道 － Piedra y camino
- こおろぎのサンバ － Zamba de grillo
- 雪と風と太陽 － Nieve,viento y sol

### 小説
- 『インディオの道』濱田滋郎訳　集英社、1967　晶文社 1979年 (原題:Cerro Bayo)
- 『インディオの歌』ソンコ・マージュ訳　旺文社文庫 1979
- 『風の歌』ソンコ・マージュ訳　現代ギター社　1998年